# بالاتر از سوءظن (فیلم ۱۹۴۳)
بالاتر از سوءظن (انگلیسی: Above Suspicion) یک فیلم جاسوسی آمریکایی محصول سال ۱۹۴۳ به کارگردانی ریچارد تورپ با بازی جوآن کراوفورد و فرد مک‌موری است. فیلمنامه از رمان ۱۹۴۱ بر فراز سوءظن نوشته هلن مک اینس، نویسنده اسکاتلندی-آمریکایی اقتباس شده‌است که بر اساس تجربیات مک اینس و همسرش گیلبرت‌هایت ساخته شده‌است.
این فیلم نشان دهنده پایان کار ۱۸ ساله کرافورد با MGM قبل از امضای قرارداد با برادران وارنر بود. این آخرین نقش وید بود، زیرا او چند هفته پس از پایان فیلمبرداری بر اثر حمله قلبی درگذشت.

## خلاصه داستان
دو زوج که تازه ازدواج کرده‌اند در طول ماه عسل خود در اروپا از نازی‌ها برای سرویس مخفی بریتانیا جاسوسی می‌کنند.